# Järna SK
Järna SK, Järna Sportklubb eller JSK är en sportklubb från Järna, Södertälje kommun i Sverige. Klubbens hemmaplan är Ljungbackens IP (före detta Järna IP), en kommunal anläggning som bland annat består av tennisbanor, fotbollsplaner, konstfrusen ishall med två isrinkar (hall A respektive hall B), samt en uppvärmd utomhusplan av konstgräs.
Föreningen bildades 1924 och började med herrfotboll som tillsammans med bandy var den dominerande verksamheten under många år. Klubben har numera breddat sig och har omfattande junior och senior verksamhet för flickor, pojkar, herrar och damer inom bordtennis, fotboll, ishockey, innebandy, ringette och tennis. 
Säsongen 2019 spelar herrarnas fotbollslag i division 5, ishockeylaget i division 4 och innebandylaget i division 3.